# الشركة التونسية للكهرباء والغاز
الشركة التونسية للكهرباء والغاز, هي الشركة الحكومية التارخية المكلفة بإنتاج وتوزيع الكهرباء والغاز في تونس. يرجع تأسيسها لسنة 1962 ولها أكثر من 2.6 مليون حريف. بلغت إيراداتها سنة 2008 1632.4 دينار تونسي وهي ثاني أكبر شركة تونسية من حيث حجم أعمالها في عام 2012.

## الهيكل التنظيمي والحوكمة

### الرؤساء المديرون العامون
- ؟ - ؟: صالح الجبالي
- ؟ - ؟: الصادق رابح
- ؟ - 1967: عبد السلام الكناني
- 1967 - ؟: بكار توزاني
- 1977 - 1980: المختار العتيري
- يونيو 1992 - ؟: المنصف بن عبد الله
- 1996 - ؟: منصف المولهي
- 8 مارس 2011 - 17 يناير 2013: رضا بن مصباح
- 12 ديسمبر 2020: هشام عنان